# Warm Springs Indian Reservation

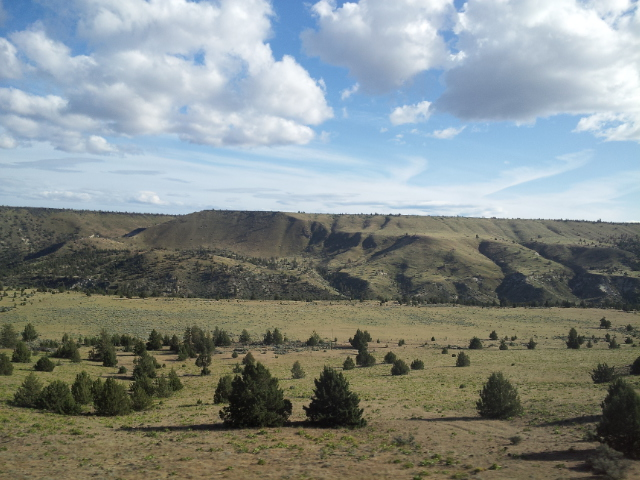
Warm Springs Indian Reservation

Warm Springs Indian Reservation ist ein Indianerreservat im Norden des US-Bundesstaates Oregon.
Hauptort des Reservats und Regierungssitz der Confederated Tribes of Warm Springs ist der gemeindefreie Ort (unincorporated community) Warm Springs.

## Lage

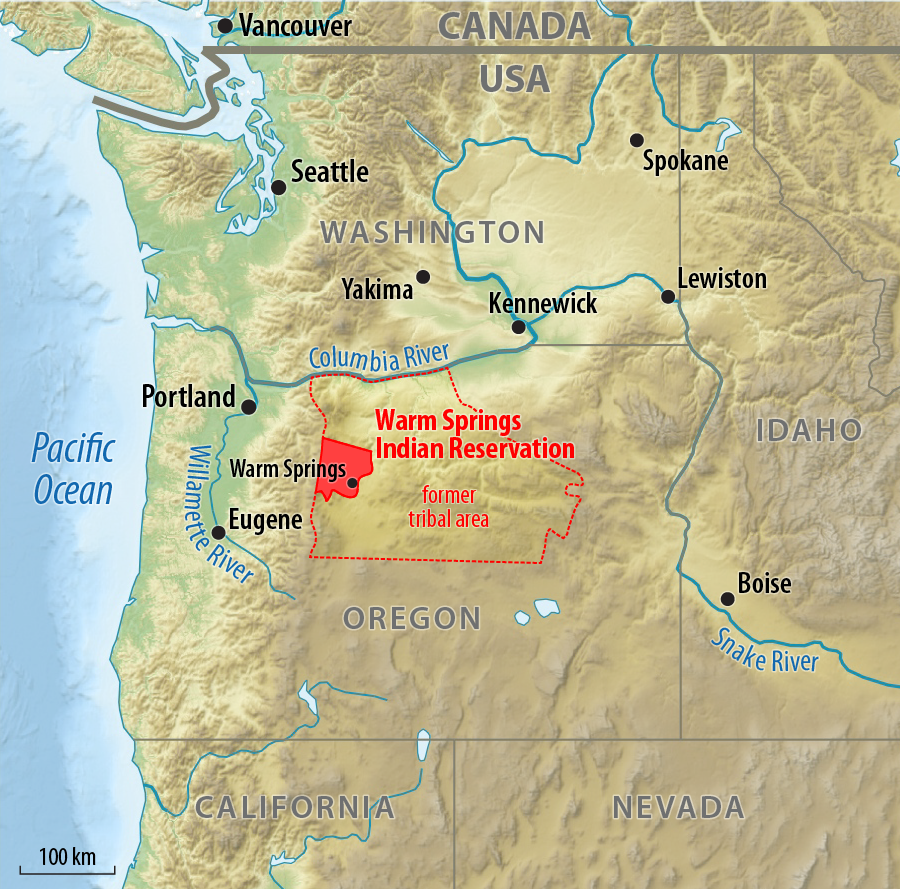
Lage des Reservats

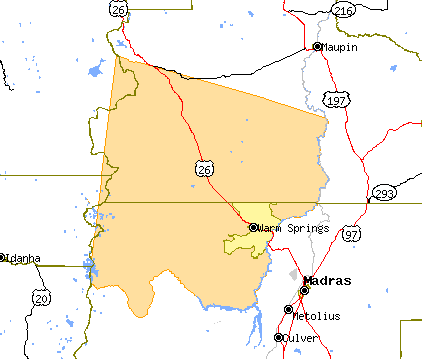
Karte des Reservats

Die Warm Springs Indian Reservation liegt nordwestlich der Stadt Madras vorwiegend im Jefferson County und dem nördlich angrenzenden Wasco County. Kleinere Teile an der Westgrenze des Reservats liegen auch in den benachbarten Counties Clackamas, Marion und Linn. Außerdem gehören den Stämmen des Reservats kleinere Teilgebiete in den südlich des Columbia River liegenden Counties Gilliam, Sherman und Hood River.
Der Deschutes River bildet die Westgrenze des Reservats. Nördlich der Mutton Mountains verlässt die Grenze den Fluss und verläuft geradlinig ungefähr nach Nordwest bis zum Clear Lake Butte. Von dort verläuft sie geradlinig ungefähr nach Süden bis zum Mount Jefferson, von wo aus sie dem Jefferson Creek bis zu seiner Mündung in den Metolius River und diesem weiter durch den Lake Billy Chinook zum Deschutes River folgt. Durch das Reservat führt der U.S. Highway 26 von Madras zum Mount Hood.

## Geschichte
Das Reservat wurde durch einen 1855 zwischen den Vereinigten Staaten und Gruppierungen der Stämme der Warm Springs und der Wasco geschlossenen Vertrag errichtet, der 1859 ratifiziert und verkündet wurde. Die Stämme traten in dem Vertrag ein etwa 40.000 km2 großes Gebiet südlich des Columbia River an die Vereinigten Staaten ab und erhielten dafür das Reservat zur ausschließlichen Nutzung. Sie behielten jedoch teilweise auch Nutzungsrechte in den abgetretenen Gebieten, beispielsweise für Jagd und Fischerei.
1857 wurden die Warm Springs in das neue Reservat umgesiedelt, die Wasco folgten 1958. 1879 wurden 38 Angehörige der Paiute in dem Reservat angesiedelt, weitere folgten im Lauf der Jahre.
Nachdem 1934 der Indian Reorganization Act erlassen worden war, der den American Indians die Bildung eigener Regierungen ermöglichte, schlossen sich die in dem Reservat lebenden Warm Springs, Wasco und Paiute zu den Confederated Tribes of Warm Springs zusammen und gaben sich eine eigene Verfassung.

## Geografie

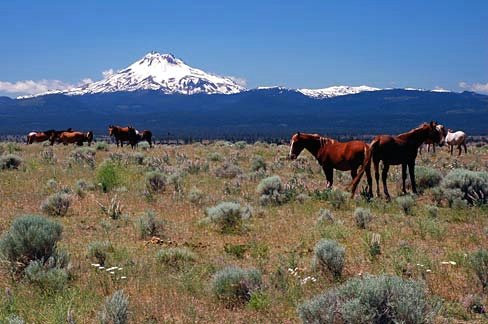
Hochebene mit Blick auf Mount Jefferson

Das Reservat hat eine Fläche von etwa 2.640 km2. Etwa 1,410 km2 davon, also mehr als die Hälfte des Reservatsgebietes, ist bewaldet. Der Norden und der Westen sind gebirgig, der Rest des Gebiets besteht aus von Tälern durchzogenen Hochebenen. Die höchste Erhebung ist mit einer Höhe von 3199 Meter der inaktive Schichtvulkan Mount Jefferson an der Westgrenze des Reservats.
Der größte Fluss in dem Reservat ist der Warm Springs River im Nordteil des Reservats, der nach Osten fließt und in den Deschutes River mündet. Auch der Shitike Creek, der durch den Hauptort Warm Springs fließt, der Seekseequa Creek im Südteil des Reservats und die die Südgrenze des Reservats bildenden Jefferson Creek und Metolius River fließen nach Osten und münden in den Deschutes River.
An der Westgrenze des Reservats südlich des Olallie Butte liegen einige Gebirgsseen, die zur Fischerei genutzt werden. Die Südwestecke des Reservats liegt an dem Lake Billy Chinook, einem Stausee der drei Flüsse Metolius River, Deschutes River und Crooked River, flussabwärts am Deschutes River folgt der Stausee Lake Simtustus.

## Bevölkerung

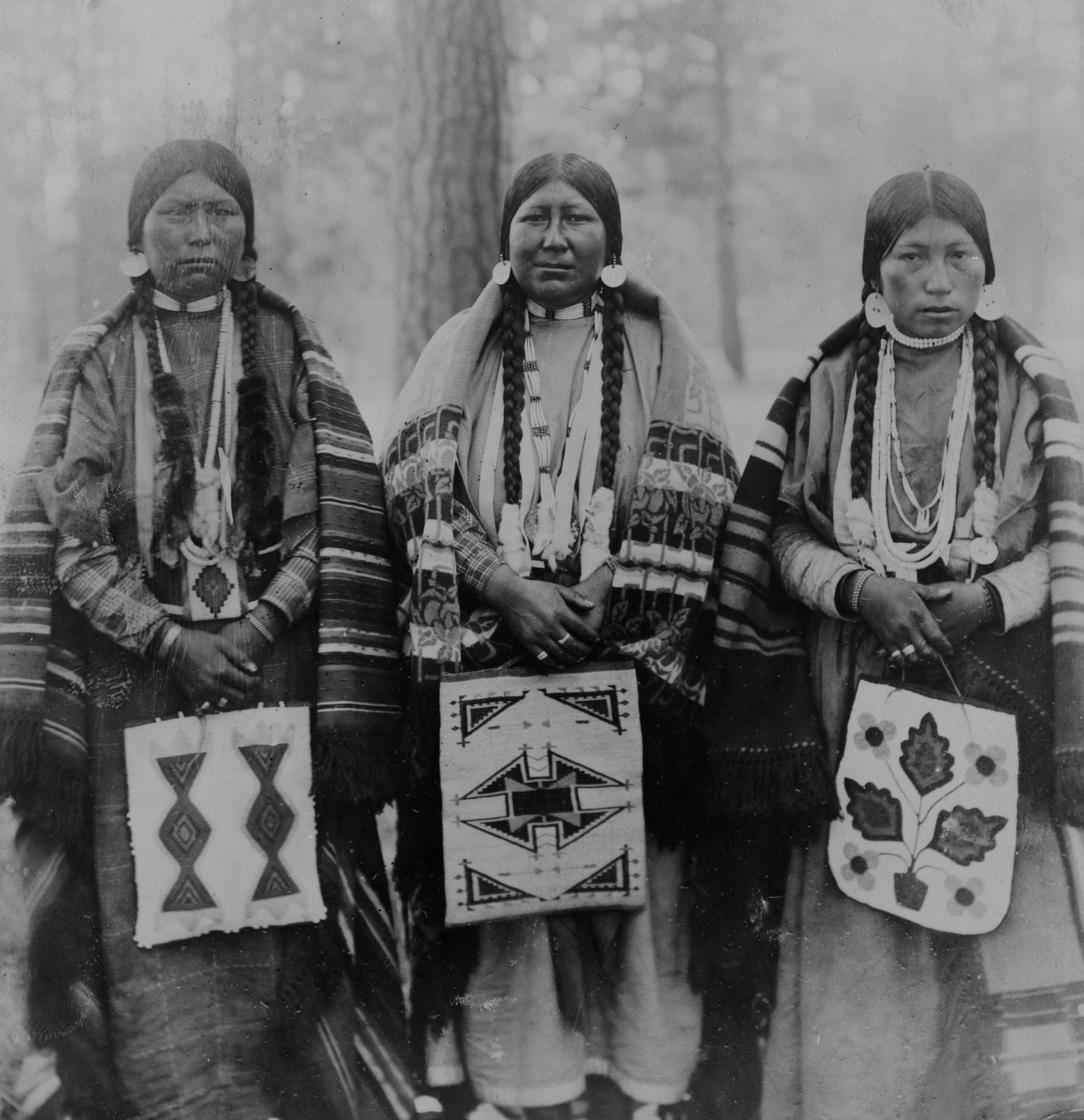
Frauen aus dem Reservat (1902)

Bei dem United States Census 2000 hatte das Reservat eine Bevölkerung von 3334 Einwohnern. Davon lebten 2431, also knapp 75 %, in dem Hauptort Warm Springs. Der überwiegende Teil der Bevölkerung (> 90 % der Einwohner) sind Angehörige der Confederated Tribes of Warm Springs.

## Verwaltung
Verwaltungsmäßig ist das Reservat in drei Distrikte unterteilt: Agency mit dem Hauptort Warm Springs, Simnasho im Norden und Seekseequa im Süden. Regiert wird das Reservat durch ein Tribal Council mit elf Mitgliedern, darunter acht gewählte Mitglieder aus den drei Distrikten und die drei lebenslang regierenden Oberhäupter der Stämme der Wasco, Warm Springs und Paiute.

## Tourismus
1964 eröffneten die Confederated Tribes of Warm Springs das Resort Kah-Nee-Ta am Warm Springs River mit Schwimmbad, Motel, Hütten und Tipis zum Übernachten. Später kamen ein Spielcasino, ein Campingplatz, ein Golfplatz und ein Tagungszentrum dazu.
1993 eröffnete ein Indianisches Museum direkt am U.S. Highway 26 in Warm Springs. 2012 wurde anstelle des Spielcasinos in Kah-Nee-Ta das neue Indian Head Casino am Highway direkt gegenüber dem Museum errichtet, um verkehrsgünstiger erreichbar zu sein und so mehr Besucher anzuziehen. Das Resort musste 2018 wegen mangelnder Rentabilität geschlossen werden.